# One Wells Fargo Center
One Wells Fargo Center (también conocido como One First Union Center y como One Wachovia Center) es un rascacielos en Charlotte, la ciudad más poblada del estado de Carolina del Norte (Estados Unidos). Es la sede en la Costa Este de Wells Fargo. Con 179 m altura y 42 pisos, es el quinto edificio más alto de la ciudad. Fue el edificio más alto de Carolina del Norte desde 1988 hasta 1992, cuando lo superó el Bank of America Corporate Center. Se considera el primer rascacielos posmoderno de Charlotte.

## Historia
En julio de 1985, Trammell Crow Co y Norfolk Southern Railway anunciaron planes para el bloque entre las calles College y Brevard y entre las calles 2 y 3. First Union Center, llamado así por su ocupante principal, incluiría un rascacielos de granito y vidrio llamado Two First Union Center, que sería art déco y la primera torre de oficinas posmodernista de la ciudad. 
El proyecto también incluiría un hotel, dos edificios de oficinas y un parque. A diferencia de los edificios cercanos con techos planos, el diseño de JPJ Architects utilizó un techo donde "[l] a parte superior es redondeada, un arco audaz que se eleva sobre las secciones retraídas que dan vida a la fachada principal... esta parece una radio vieja". La primera torre de oficinas debía comenzar a construirse en diciembre de 1985 y completarse en 1987.
A mediados de 1986, Two First Union Center se había cambiado a un edificio de 42 pisos, el más alto de Charlotte, y en diciembre, cuando NCNB y Charter Properties anunciaron un edificio aún más alto, la nueva sede de First Union se llamó One First Union Center. El One First Union Center de 100 millones de dólares se convirtió en el edificio más alto de la ciudad el 21 de agosto de 1987, con lo que puso fin al reinado de 13 años del NCNB Plaza como el edificio más de Las Carolinas (y por ende también de Charlotte). Cuando los empleados de First Union comenzaron a mudarse al nuevo edificio en febrero de 1988, el nombre Two First Union Center se refería a la sede anterior del banco en Tryon Street.
A partir del 13 de mayo de 1988, se había establecido una base para el hotel planeado, que se esperaba que tuviera 19 pisos y 250 habitaciones, pero Trammell Crow aún no había presentado los planos al departamento de normas de construcción del condado. Se dijo que Omni Hotels estaba interesado en el sitio. Su inauguración oficial fue el 14 de septiembre de 1988. Un centenar de ventanas fueron dañadas o destruidas en esta torre como resultado del huracán Hugo el 22 de septiembre de 1989.
En 1996, The Yarmouth Group compró el Omni por 33 millones de dólares y lo cambió por un Westin. En 1998, Hilton Hotels compró el hotel por aproximadamente el doble. El hotel ahora es Hilton Charlotte Center City.
Después de la compra de Wachovia por First Union en 2001, y la posterior adopción del nombre de Wachovia en 2002, el nombre de One First Union cambió a One Wachovia Center.
En 2007, Wachovia anunció que trasladaría su sede al nuevo Centro Corporativo de Wachovia, cuya finalización está prevista para 2010. Después de que Wells Fargo anunciara la compra de Wachovia en 2008, Duke Energy anunció planes para ocupar más espacio en el nuevo edificio. En febrero de 2009, Duke anunció que ocuparía el Duke Energy Center, anteriormente el Wachovia Corporate Center, como su sede corporativa.
En diciembre de 2010, el edificio pasó a llamarse One Wells Fargo Center. Alberga la División de la Costa Este de Wells Fargo. El 14 de junio de 2012, Azrieli Group Ltd. de Israel anunció que compraría el edificio por 245 millones.
Aunque Wells Fargo es el inquilino más grande, con 63 809 m², o el 70 % del espacio, y el homónimo del edificio, está ocupado por varias grandes empresas de Carolina del Norte y bufetes de abogados nacionales. Wells Fargo Center también incluye Two Wells Fargo Center, Three Wells Fargo Center, el hotel Hilton y un complejo de condominios de 58 unidades.
Starwood Capital Group de Greenwich y Vision Properties de Mountain Lakes anunciaron planes para comprar el edificio en febrero de 2013. El trato de 245 millones de dólares se cerró en abril. El edificio se vendió nuevamente en marzo de 2016 por 284 millones.
Wells Fargo ha anunciado que saldrá del contrato de arrendamiento del edificio a fines de 2021. Actualmente es el inquilino más grande con 46 451 m². La compañía ha estado consolidando su presencia en Charlotte alquilando todo el edificio 300 South Brevard, expandiendo su espacio para empleados en el Duke Energy Center luego de la partida de Duke, y reubicando empleados adicionales en Three Wells Fargo Center. La salida de Wells Fargo dejará varios bloques grandes de espacio continuo disponible que incluirán 20 882 m² del piso 7 al 14, 13 793 m² del 15 a 21, 5493 m² del 30 al 32 y 4403 m² en los pisos superiores, del 40 al 42.